# Morti nel 2004/Maggio
| Questa pagina contiene informazioni ricavate automaticamente dalle voci biografiche con l'ausilio del template Bio e di un bot. L'aggiornamento è periodico e automatico e ricostruisce completamente la pagina. Se manca una persona in questa lista, sei pregato di non aggiungerla, ma accertati piuttosto che la sua voce biografica contenga il template Bio e che i dati anagrafici siano correttamente compilati. Se il template Bio manca, inseriscilo tu stesso o, in alternativa, metti l'avviso {{tmp\|Bio}} che ne segnala la mancanza. Se i dati riportati sono sbagliati, correggi direttamente la voce biografica; le modifiche saranno visibili in questa lista entro pochi giorni. Per chiarimenti vedi il progetto biografie. La lista contiene solo le 123 persone che sono citate nell'enciclopedia e per le quali è stato implementato correttamente il template Bio. Pagina aggiornata al 18 ago 2025. |

- 1º maggio - Tristano Pangaro, calciatore italiano (n. 1922)
- 1º maggio - John Howland Rowe, archeologo e antropologo statunitense (n. 1918)
- 2 maggio - Gildo Fattori, cantante e giornalista italiano (n. 1939)
- 2 maggio - Paul Guimard, scrittore francese (n. 1921)
- 2 maggio - Salvatore Isgrò, arcivescovo cattolico italiano (n. 1930)
- 2 maggio - Allan Lindberg, astista svedese (n. 1918)
- 3 maggio - Anthony Ainley, attore britannico (n. 1932)
- 3 maggio - Andrew Cavendish, XI duca di Devonshire, nobile e politico britannico (n. 1920)
- 3 maggio - Giulio De Luca, architetto, urbanista e docente italiano (n. 1912)
- 3 maggio - Ken Downing, pilota di Formula 1 britannico (n. 1917)
- 3 maggio - Jean Hédiart, calciatore francese (n. 1931)
- 3 maggio - Betty Miller, attrice statunitense (n. 1925)
- 4 maggio - Giorgio Brambilla, politico italiano (n. 1926)
- 4 maggio - Hugh Gillin, attore statunitense (n. 1925)
- 4 maggio - Piero Soffici, direttore d'orchestra, compositore e pianista italiano (n. 1920)
- 4 maggio - Vladimir Černyšëv, pallavolista e allenatore di pallavolo sovietico (n. 1951)
- 5 maggio - Coxsone Dodd, produttore discografico giamaicano (n. 1932)
- 5 maggio - Nando Martellini, giornalista italiano (n. 1921)
- 5 maggio - Ritsuko Okazaki, cantante giapponese (n. 1959)
- 5 maggio - David Reimer, canadese (n. 1965)
- 5 maggio - Marco Rostagno, fumettista, illustratore e pittore italiano (n. 1935)
- 6 maggio - Virginia Capers, attrice statunitense (n. 1925)
- 6 maggio - Kjell Hallbing, scrittore norvegese (n. 1934)
- 6 maggio - Barney Kessel, chitarrista e compositore statunitense (n. 1923)
- 6 maggio - Pepper Gomez, wrestler e culturista statunitense (n. 1927)
- 7 maggio - Nicholas Berg, imprenditore statunitense (n. 1978)
- 7 maggio - Diana Chesney, attrice statunitense (n. 1916)
- 7 maggio - Chil Rajchman, superstite dell'Olocausto polacco (n. 1914)
- 8 maggio - Ronnie Robinson, cestista statunitense (n. 1951)
- 9 maggio - Tommy Farrell, attore statunitense (n. 1921)
- 9 maggio - Brenda Fassie, cantante sudafricana (n. 1964)
- 9 maggio - Achmat Kadyrov, politico, militare e religioso russo (n. 1951)
- 9 maggio - Alan King, attore statunitense (n. 1927)
- 9 maggio - Lylian Guyonneau, schermitrice francese (n. 1921)
- 9 maggio - Antonio Mormone, politico italiano (n. 1938)
- 9 maggio - Percy M. Young, musicologo, giornalista e organista britannico (n. 1912)
- 10 maggio - Renzo Bergamo, pittore italiano (n. 1934)
- 10 maggio - Orvar Bergmark, calciatore e allenatore di calcio svedese (n. 1930)
- 10 maggio - Knut Brogaard, calciatore norvegese (n. 1935)
- 10 maggio - William Dalton, gesuita e biblista australiano (n. 1916)
- 10 maggio - Dennis Wilshaw, calciatore inglese (n. 1926)
- 11 maggio - Ėngel'sina Markizova, storica e orientalista sovietica (n. 1928)
- 11 maggio - Danny McLennan, allenatore di calcio e calciatore scozzese (n. 1925)
- 11 maggio - Abdul Reza Pahlavi, principe iraniano (n. 1924)
- 11 maggio - Arnaldo Pittoni, politico italiano (n. 1927)
- 12 maggio - Álvaro Cardoso, calciatore e allenatore di calcio portoghese (n. 1914)
- 12 maggio - Franco Franchi, avvocato e politico italiano (n. 1928)
- 12 maggio - Dave Piontek, cestista statunitense (n. 1934)
- 13 maggio - Magnar Estenstad, fondista norvegese (n. 1924)
- 13 maggio - Carlo Scarascia-Mugnozza, politico italiano (n. 1920)
- 14 maggio - Jesús Gil, imprenditore e politico spagnolo (n. 1933)
- 14 maggio - Torsten Johansson, tennista svedese (n. 1920)
- 14 maggio - Anna Lee, attrice britannica (n. 1913)
- 15 maggio - Gloria Anzaldúa, sociologa e scrittrice statunitense (n. 1942)
- 15 maggio - Hans Bild, calciatore tedesco (n. 1926)
- 15 maggio - Jack Bradbury, fumettista statunitense (n. 1914)
- 15 maggio - Clint Warwick, bassista inglese (n. 1945)
- 16 maggio - Riccardo Brengola, violinista italiano (n. 1917)
- 16 maggio - Enrico Manfrini, scultore e incisore italiano (n. 1917)
- 16 maggio - Kamala Markandaya, scrittrice e giornalista indiana (n. 1924)
- 16 maggio - Marika Rökk, attrice, ballerina e cantante ungherese (n. 1913)
- 16 maggio - Rainer G. Rümmler, architetto tedesco (n. 1929)
- 16 maggio - Egidio Scansetti, calciatore italiano (n. 1909)
- 17 maggio - Marjorie Courtenay-Latimer, biologa sudafricana (n. 1907)
- 17 maggio - Gunnar Graps, musicista estone (n. 1951)
- 17 maggio - Ken Mudford, pilota motociclistico neozelandese (n. 1923)
- 17 maggio - Tony Randall, attore, comico e cantante statunitense (n. 1920)
- 17 maggio - Cathy Rosier, attrice francese (n. 1945)
- 17 maggio - Matteo Vanzan, militare italiano (n. 1981)
- 18 maggio - Heinrich Isser, slittinista e bobbista austriaco (n. 1928)
- 18 maggio - Sarah Jackson, artista canadese (n. 1924)
- 18 maggio - Elvin Jones, batterista statunitense (n. 1927)
- 18 maggio - Lincoln Kilpatrick, attore statunitense (n. 1931)
- 18 maggio - Vladyslav Terzyul, alpinista ucraino (n. 1953)
- 18 maggio - Hyacinthe Thiandoum, cardinale e arcivescovo cattolico senegalese (n. 1921)
- 19 maggio - Augusto Frigo, saltatore con gli sci italiano (n. 1918)
- 19 maggio - Carl Raddatz, attore tedesco (n. 1912)
- 19 maggio - Leonid Ščerbakov, triplista sovietico (n. 1927)
- 20 maggio - Marc Moallic, fumettista, sceneggiatore e illustratore francese (n. 1907)
- 20 maggio - Leonid Petrovič Teljatnikov, militare e vigile del fuoco sovietico (n. 1951)
- 21 maggio - Jean-Pierre Blanc, regista e sceneggiatore francese (n. 1942)
- 21 maggio - Gunnar Dahlen, calciatore norvegese (n. 1918)
- 21 maggio - Maddalena Fellini, attrice italiana (n. 1929)
- 21 maggio - Georges Livanos, alpinista francese (n. 1923)
- 21 maggio - Proinsias Mac Cana, linguista britannico (n. 1926)
- 22 maggio - Richard Biggs, attore statunitense (n. 1960)
- 22 maggio - Mariano Fracalossi, pittore italiano (n. 1923)
- 22 maggio - Ismenia Pauchard, cestista cilena (n. 1932)
- 22 maggio - Boris Pavlov, sollevatore sovietico (n. 1947)
- 22 maggio - Juhani Vellamo, sollevatore finlandese (n. 1912)
- 22 maggio - Michail Voronin, ginnasta sovietico (n. 1945)
- 23 maggio - Sally Gilmour, ballerina britannica (n. 1921)
- 23 maggio - Adele Leigh, soprano inglese (n. 1928)
- 23 maggio - Maxime Rodinson, islamista francese (n. 1915)
- 24 maggio - Francesco Boriani, calciatore e allenatore di calcio italiano (n. 1913)
- 24 maggio - Maria Josep Colomer i Luque, pioniere dell'aviazione spagnola (n. 1913)
- 24 maggio - Ko Yong-hui, ballerina nordcoreana (n. 1952)
- 24 maggio - Lee Won-u, cestista sudcoreano (n. 1958)
- 25 maggio - Eugenio Cefis, dirigente d'azienda e imprenditore italiano (n. 1921)
- 25 maggio - Nikolaj Stepanovič Černych, astronomo russo (n. 1931)
- 26 maggio - Luigi Bonos, attore tedesco (n. 1910)
- 26 maggio - Aldo Carlan, pittore italiano (n. 1908)
- 26 maggio - Donald Hamish Cameron, ufficiale scozzese (n. 1910)
- 26 maggio - Valerio Riva, giornalista italiano (n. 1929)
- 27 maggio - Umberto Agnelli, imprenditore, dirigente sportivo e politico italiano (n. 1934)
- 27 maggio - Romolo Siena, regista e giornalista italiano (n. 1923)
- 27 maggio - Werner Tübke, pittore tedesco (n. 1929)
- 28 maggio - Vittore Branca, filologo, critico letterario e italianista italiano (n. 1913)
- 28 maggio - Gert Burkard, attore tedesco (n. 1939)
- 28 maggio - Derek Frigo, chitarrista statunitense (n. 1966)
- 28 maggio - Irene Manning, attrice e cantante statunitense (n. 1912)
- 28 maggio - Ernesto Quagliariello, medico italiano (n. 1924)
- 29 maggio - Rafael González Moralejo, vescovo cattolico spagnolo (n. 1918)
- 29 maggio - Alido Grisanti, calciatore italiano (n. 1919)
- 29 maggio - Ramona Trinidad Iglesias-Jordan, supercentenaria portoricana (n. 1889)
- 29 maggio - Marco Saltarelli, calciatore italiano (n. 1962)
- 29 maggio - Forrest Tucker, criminale statunitense (n. 1920)
- 30 maggio - Luciano Minguzzi, scultore, medaglista e incisore italiano (n. 1911)
- 30 maggio - Gérard de Sède, scrittore francese (n. 1921)
- 30 maggio - Ed Stanczak, cestista statunitense (n. 1921)
- 30 maggio - Klavdija Točënova, pesista sovietica (n. 1921)
- 31 maggio - Robert Quine, chitarrista statunitense (n. 1942)
- 31 maggio - Étienne Roda-Gil, poeta francese (n. 1941)